# Donuca saturatior
Donuca saturatior là một loài bướm đêm trong họ Noctuidae.